# Gornet-Cricov
Gornet-Cricov is een Roemeense gemeente in het district Prahova.
Gornet-Cricov telt 2536 inwoners.